# Wührer

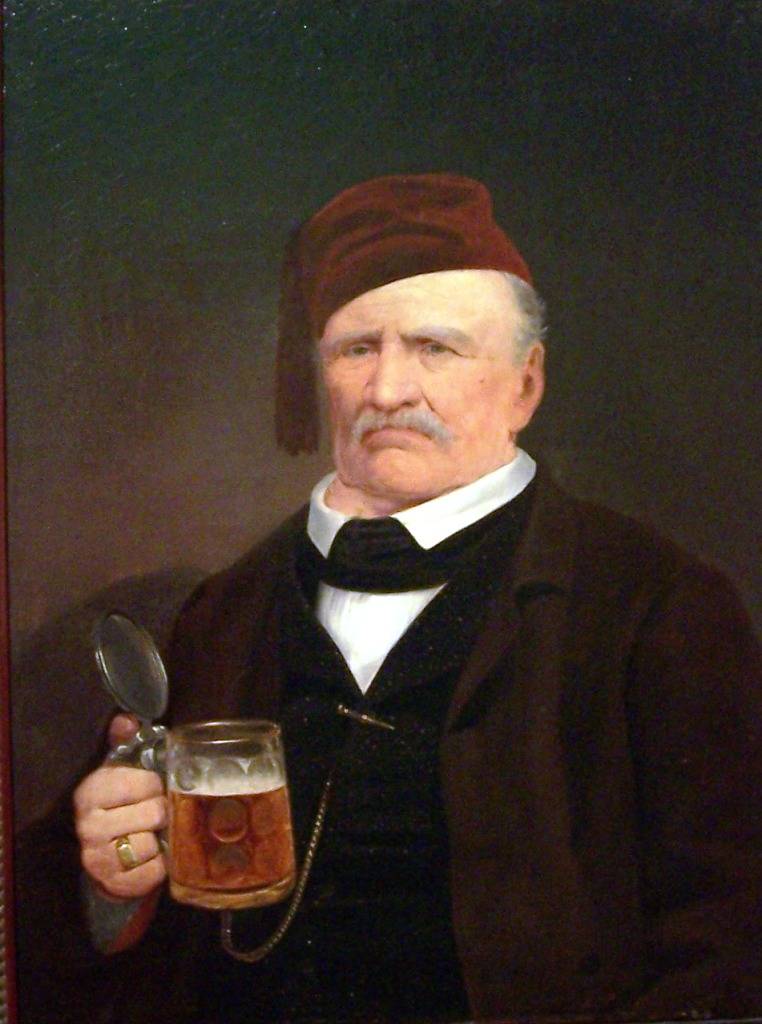
Franz Xaver Wührer

Wührer est une brasserie italienne, dont le siège se trouve à Brescia, en Lombardie. C'est la plus ancienne brasserie d'Italie.

## Historique
La brasserie Wührer a été fondée par Francesco Saverio (Franz Xaver) Wührer en 1829 à Brescia. Dans les années 1980, elle a été rachetée par le groupe Peroni.

## Sources
- (it) Cet article est partiellement ou en totalité issu de l’article de Wikipédia en italien intitulé « Wührer » (voir la liste des auteurs).